# Parzeńsko
Parzeńsko [pronunciación en polaco: /paˈʐɛɲskɔ/] (en alemán: Wollhaus) es un pueblo ubicado en el distrito administrativo de Gmina Nowogródek Pomorski, dentro del Condado de Miślibórz, Voivodato de Pomerania Occidental, en el norte de Polonia occidental. Se encuentra aproximadamente a 7 kilómetros al sureste de Nowogródek Pomorski, a 18 kilómetros al este de Myślibórz, y a 70 kilómetros al sureste de la capital regional Szczecin.
Antes de 1945, el área fue parte de Alemania. 